# 穆通 (夏朗德省)
穆通（法語：Mouton，法語發音：[mutɔ̃] ⓘ）是法国夏朗德省的一个市镇，属于孔福朗区。

## 地理
穆通（45°53'29"N, 0°14'35"E）面积9.08 平方千米，位于法国新阿基坦大区夏朗德省，该省份为法国西部内陆省份，北起德塞夫勒省和维埃纳省，东临上维埃纳省，东南至多尔多涅省，南至多爾多涅省，西接滨海夏朗德省。
与穆通接壤的市镇（或旧市镇、城区）包括：利谢尔、皮雷欧、博尼约尔河畔圣西耶、圣弗龙、芒勒莱枫丹、夏朗德河畔欧纳克。

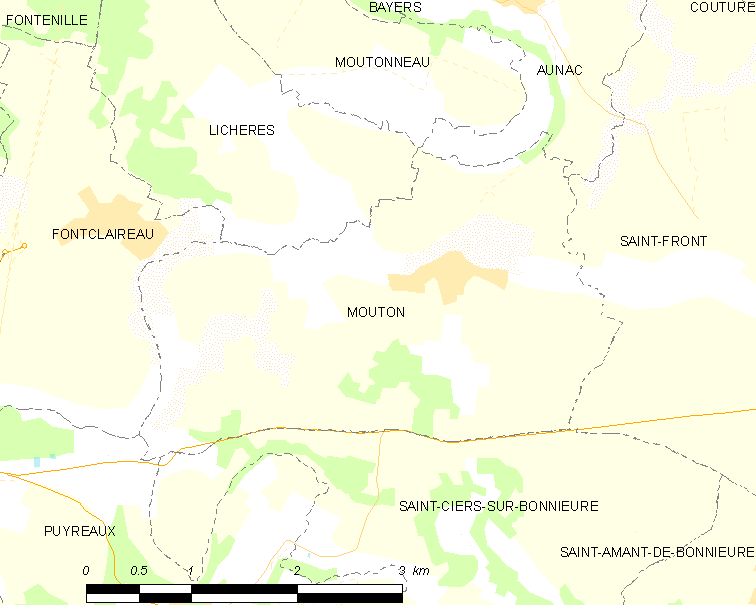
的OSM定位图

穆通的时区为UTC+01:00、UTC+02:00（夏令时）。

## 行政
穆通的邮政编码为16460，INSEE市镇编码为16237。

## 政治
穆通所属的省级选区为布瓦克斯-芒卢瓦县。

## 人口

1962-2008年间人口变化图示

穆通于2022年1月1日时的人口数量为223人。